# Black-Rapids-Gletscher
Der Black-Rapids-Gletscher ist ein 46 km langer Talgletscher in der Alaskakette in Alaska (USA). 

## Geografie
Das Nährgebiet des Gletschers befindet sich auf einer Höhe von 2300 m. Der Gletscher strömt anfangs 13 km nach Nordwesten. Anschließend wendet er sich nach Osten. Nördlich des Gletschers erheben sich die Berge Mount Shand und McGinnis Peak. Vier Tributärgletscher münden von Süden her in den 1,6 km breiten Hauptgletscher. Die Gletscherzunge des Black-Rapids-Gletschers endet 1,7 km westlich des Delta River auf einer Höhe von ungefähr 670 m. Am gegenüberliegenden Flussufer liegt die Siedlung Black Rapids am Richardson Highway. Der Black-Rapids-Gletscher ist im Rückzug begriffen.